# Ryu Nugraha
Ryu Nugraha (sinh ngày 6 tháng 4 năm 2000) là một cầu thủ bóng đá người Indonesia.

## Sự nghiệp câu lạc bộ
Ryu Nugraha hiện đang chơi cho AC Nagano Parceiro.